# Albert Pinkus
Albert Sidney Pinkus (Nova York, 20 de març de 1903 – Nova York 4 de febrer de 1984), fou un escriptor i mestre d'escacs estatunidenc. El 1943 i 1944, va publicar anàlisis sobre la defensa dels dos cavalls a Chess Review.

## Resultats destacats en competició
Pinkus va guanyar el Torneig de Hallgarten el 1925, i el torneig Masters Junior el 1927, superant en ambdues ocasions Isaac Kashdan. El 1932, va embarcar-se en una sèrie de deu expedicions a les jungles de la Guaiana britànica i Veneçuela per recol·lectar espècimens botànics i zoològics. El 1939, va retornar a Nova York per treballar a Wall Street com a corredor de borsa i va continuar la seva carrera escaquística.
Va empatar als llocs 5è-6è al Campionat dels Estats Units de 1940 a Nova York, (el campió fou Samuel Reshevsky), empatà als llocs 3r/4t a Ventnor City 1941 (el guanyador fou Jacob Levin), empatà al tercer lloc a Nova York 1942 (Campionat dels Estats Units, el campió fou Reshevsky), empatà al tercer lloc a Ventnor City 1942 (el guanyador fou Daniel Yanofsky), obtingué la cinquena plaça a Nova York 1944 (Campionat dels Estats Units, el campió fou Arnold Denker), i empatà al segon/tercer lloc a Ventnor City 1944 (el guanyador fou Levin).
Pinkus va guanyar dos cops el campionat del Manhattan Chess Club (1941 i 1945) i hi empatà al segon lloc el 1955. Va guanyar també el campionat de l'estat de Nova York el 1947. Va participar també en diversos matxs per ràdio: l'històric matx d'escacs per ràdio Estats Units - URSS de 1945, en què va defensar el setè tauler de l'equip estatunidenc, i entaulà les seves dues partides contra Andor Lilienthal, New York vs. La Plata (1947), i USA vs. Iugoslàvia (1950).